# Литейкина, Юлия Александровна
Ю́лия Алекса́ндровна Лите́йкина (урожд. Нема́я, род. 30 декабря 1977 года в Хабаровске) — российская спортсменка, мастер спорта международного класса (2002). Участница зимних Олимпийских игр 2006 и 2010 годов, чемпионка России в спринтерском многоборье, чемпион России на дистанции 500 метров 2009 и 2010 годов. Выступала за ФСО профсоюзов «Россия» и ЦСКА.

## Биография
Юлия родилась в Хабаровске, где и встала на коньки. Конькобежным спортом занялась в возрасте 10 лет на местном стадионе "Юность" под руководством её тренера Сергея Литейкина.. Уже в пятнадцать лет стала призером первенства России на соревнованиях среди юниоров "Олимпийские надежды". В 17 лет, окончив школу, Юля поступила в юридический институт и на четыре года прекратила занятия, оставив любимый вид спорта. Её тренер Сергей Викторович Литейкин в конце концов уговорил её вернуться в спорт в возрасте 22 лет, а в 25 лет она помчалась, как экспресс. 
На чемпионате России начала выступать в сезоне 2000/01 года. Первый крупный успех пришёлся на 2001 год, когда она стала победительницей Кубка России на дистанциях 500 и 1000 метров и сдала норматив Мастер спорта России. Через год повторила это достижение и к тому же выполнила норматив мастера спорта международного класса. В 2003 году заняла 4-е место чемпионате России в спринтерском многоборье. С октября 2005 года Юлия стала тренироваться у Владимира Филиппова, а в декабре на чемпионате России на отдельных дистанциях она заняла 2-е место в забеге на 500 м после Светланы Журовой.
В сборную России вошла с сезона 2005/2006 года и выступила на этапах Кубка мира, а в январе 2006 года дебютировала на чемпионате мира в спринтерском многоборье в Херенвене, где заняла 19-е место. В феврале на зимних Олимпийских играх в Турине стала 29-й на дистанции 500 м, после того, как во втором забеге упала. В 2007 году неожиданно стала чемпионкой России в  спринтерском многоборье, опередив Светлану Кайкан на одну сотую очка.
В начале сезона 2007/2008 она стала серебряным призёром на чемпионате России в спринтерском многоборье. В феврале 2008 года начемпионате мира в спринтерском многоборье в Херенвене поднялась на 14-е место и следом на чемпионате мира на отдельных дистанциях в Нагано заняла 12-е место в забеге на 500 м и на 1000 м стала 17-й. На чемпионате России выиграла "серебро" и "бронзу" на дистанциях 500 и 1000 м соответственно. Она показала лучший результат на этапах Кубка мира – 4-е место на дистанции в сезоне 2008/2009 года.
В 2009 году заняла 2-е место на чемпионате России в спринтерском многоборье, а на спринтерском чемпионате мира в Москве она стала 15-й. В марте на чемпионате мира на отдельных дистанциях в Ванкувере Юлия заняла высокое 5-е место на дистанции 500 м. На Национальном первенстве на отдельных дистанциях выиграла "золото" на 500 метров.
В декабре 2009 года она вновь выиграла чемпионат России в беге на 500 м, и уже в январе 2010 года на спринтерском чемпионате мира в Обихиро заняла 11-е место. В феврале на зимних Олимпийских играх в Ванкувере Юлия выступала на дистанции 500 м и после первого забега занимала 7-е место, но во втором забеге упала и получила надрыв связок колена. В марте заняла 3-е место на чемпионате России в спринтерском многоборье.
В апреле 2010 года она решила отказаться от соревновании в сезоне 2010/2011, чтобы восстановиться и отдохнуть. После восстановления от травмы, выхода замуж и рождения ребёнка, Юлия вернулась к международным соревнованиям в ноябре 2011 года уже под фамилией Литейкина на этапе Кубка мира в Астане и заняла 4-е и 7-е место на дистанции 500 м в дивизионе "В".
В декабре 2012 года Юлия стала победительницей 4-го этапа Кубка мира в Нагано в забеге на 500 м в дивизионе "В". На чемпионате мира в спринтерском многоборье 2013 года заняла 21-е место. В марте на чемпионате мира на отдельных дистанциях в Сочи она участвовала на дистанции 500 м вместе с Ольгой Фаткулиной и заняла 24-е место, в то же время Фаткулина стала третьей. В декабре 2013-го на чемпионате России в спринтерском многоборье Юлия финишировала на 6-м месте. В 2014 году завершила карьеру спортсменки.

## Спортивные достижения
| Соревнования/Сезоны                       | 2005 | 2006 | 2007 | 2008 | 2009 | 2010 | 2011 | 2012 | 2013 |
| ----------------------------------------- | ---- | ---- | ---- | ---- | ---- | ---- | ---- | ---- | ---- |
| Зимние Олимпийские игры                   |      |      |      |      |      |      |      |      |      |
| 500 м                                     |      | 29*  | -    | -    | -    | 39*  | -    | -    |      |
| Чемпионаты мира в спринте                 |      | 19   | -    | 14   | 15   | 11   | -    | -    | 21   |
| Чемпионаты мира на отдельных дистанциях   |      |      |      |      |      |      |      |      |      |
| 500 м                                     |      |      |      | 12   | 5    | -    | -    | -    | 24   |
| 1000 м                                    |      |      |      | 17   | -    | -    | -    | -    | —    |
| Чемпионаты России в спринте               |      |      | 1    | 2    | 2    | 3    | -    | -    | 4    |
| Чемпионаты России на отдельных дистанциях |      |      |      |      |      |      |      |      |      |
| 500 м                                     | 2    |      |      | 2    | 1    | 1    | 13   | 5    | 3    |
| 1000 м                                    |      |      |      | 3    |      |      | -    | -    | 6    |
| Кубок мира                                |      |      |      |      |      |      |      |      |      |
| 100 м                                     |      |      |      | 23   | 9    |      |      |      |      |
| 500 м                                     |      | 11   | -    | 10   | 12   | 11   | -    | 35   | 25   |
| 1000 м                                    |      | 9    | -    | 22   | 34   | 51   | -    | -    | 28   |

- * Падение на дистанции

## Личная жизнь
Юлия Литейкина окончила в 2000 году Хабаровскую государственную академию экономики и права на юридическом факультете и в 2005 году Дальневосточную государственную академию физической культуры на факультете физической культуры и спорта В 2010 году родила сына Матвея. Работает в Санкт-Петербургском государственном бюджетном профессиональном образовательном учреждении УОР №2. Замужем за тренером по конькобежному спорту Сергеем Литейкиным.